# Georges Cisson
Georges Cisson, né aux Arcs (Var) le 21 mars 1910 élevé par la Nation à la suite de la mort de son père (1917), était un syndicaliste chrétien, membre du directoire régional de la Résistance pour le Sud-Est de la France, fusillé à Signes le 18 juillet 1944.

## L'engagement dans le syndicalisme chrétien
Influencé dans sa jeunesse par le Sillon de Marc Sangnier, Georges Cisson adhère à la Jeune République. Catholique fervent, il fait vœu de pauvreté en 1935 et adhère à une équipe de Saint-Vincent-de-Paul ainsi qu'aux Équipes sociales. Il s'engage ensuite dans le syndicalisme chrétien, et le 11 février 1939, il est élu secrétaire fédéral adjoint de la CFTC.

## La guerre et la Résistance
Mobilisé en 1939, Cisson part sur le front de l'Est comme sous-officier dans les chasseurs alpins. Il perd l'œil gauche dans un combat en 1940, et quitte le front. Il s'engage alors dans la lutte contre le régime de Vichy au sein du mouvement scout, et diffuse les Cahiers du Témoignage Chrétien.
Il entre en contact en 1941 avec les réseaux de la Résistance (Combat en 1941 puis Libération en 1942). Il participe au Comité départemental de Libération, et crée Provence Libre, organe des Mouvements unis de la Résistance (MUR).
Il est arrêté par la Gestapo à Marseille le 12 juillet 1944, et fusillé avec vingt-huit autres résistants à Signes, le 18 juillet ; il était alors lieutenant-colonel des F.F.I. Un témoin oculaire a rapporté les avoir vus creuser ensemble leur fosse en chantant La Marseillaise.

## Décorations
- Médaille de la Résistance française avec rosette à titre posthume (24 avril 1946)[1]

## Hommages posthumes
Son nom a été attribué à divers lieux (villes citées par ordre alphabétique) :
- une rue aux Arcs-sur-Argens, sa ville natale ;
- une rue au Bourg-d'Oisans ;
- la rue de la mairie à Draguignan ;
- une place et une rue à Ginasservis ;
- un lycée professionnel à Toulon.